# Chersonesus in Zechia
Chersonesus in Zechia (łac. Archidiœcesis Chersonensis in Zechia) – stolica historycznej archidiecezji w Cesarstwie Rzymskim (prowincja Zechia), współcześnie na Ukrainie. Pierwszym wzmiankowanym biskupem tej diecezji był Basilius. Od XX w. katolickie arcybiskupstwo tytularne, wakujące od 1976.

## Arcybiskupi tytularni
| Lp. | Biskup                      | Od                  | Do                  |
| --- | --------------------------- | ------------------- | ------------------- |
| 1   | Donald Mackintosh           | 11 czerwca 1912     | 8 października 1919 |
| 2   | Alexis-Armand Charost       | 18 czerwca 1920     | 22 września 1921    |
| 3   | Giovanni Beda Cardinale OSB | 9 października 1922 | 1 grudnia 1933      |
| 4   | Albert Levame               | 21 grudnia 1933     | 5 grudnia 1958      |
| 5   | Louis Parisot SMA           | 5 stycznia 1960     | 21 kwietnia 1960    |
| 6   | Seraphin Uluhogian CMV      | 22 lipca 1960       | 16 maja 1965        |
| 7   | Hemaiag Guedigujan CMV      | 3 marca 1971        | 3 lipca 1976        |